# Чудо в краю забуття
«Чудо в краю забуття» — український художній фільм режисерки Наталії Мотузко, відзнятий у 1991 році за мотивами повісті Валерія Шевчука «Петро Утеклий».

## Деталі сюжету
Історія вбивства двох братів-близнюків, яких мешканці села вважають однією людиною. Від страху, що прийшов Мессія і чинитиме страшний суд, люди коять нові злочини.

## Акторський склад
- Валентин Троцюк — Дяк
- Анатолій Хостікоєв — Канцелярист
- Раїса Недашківська — В'юцка
- Костянтин Степанков — Сотник
- Олег Савкін — Знайда
- Клімене Неле — Лідія Левайда
- Олександр Мовчан — Симон Левайда
- Тарас Денисенко — Іван Дяченко
- Лев Перфілов — Староста
- Станіслав Лісний — Хома Біда
- В епізодах: В. Мазур, І. Максименко, О. Другак, С. Підмогильний, М. Лангман, А. Буяков, І. Тільтіков, А. Любошиц, С. Чеголя

## Творча група
- Сценарист та режисер-постановник: Наталія Мотузко
- Оператор-постановник: Віктор Ноздрюхін-Заболотний
- Художники-постановники: Володимир Прохоров, Іван Пуленко
- Композитор: Володимир Губа
- Режисер: Євгенія Надобенко
- Звукооператор: Олександр Піров
- Оператори: Б. Мисливцев, С. Журженко
- Монтажер: В. Монятовська
- Художники: декоратор — О. Оборотова, по гриму — О. Волощенко, по костюмах — Н. Ітчина
- Комбіновані зйомки: оператор — Всеволод Шлемов, художник — Геннадій Лотиш
- Редактор: О. Жукова
- Народні пісні та голосіння у виконанні Ганни Солоничної
- Пісня спудеїв на слова Василя Симоненка
- Музичний редактор: Олена Витухіна
- Директор картини: Віра Кравченко